# Gajewo (województwo lubuskie)
Gajewo (do 1945 niem. Nesselgrund) – wieś w Polsce położona w województwie lubuskim, w powiecie gorzowskim, w gminie Lubiszyn. Według danych z 2011 r. liczyła 171 mieszkańców. Miejscowość została założona w 1755 r. w ramach kolonizacji fryderycjańskiej. Od 1945 r. leży w granicach Polski. We wsi znajduje się kościół z 2 połowy XVIII w.
W latach 1975–1998 miejscowość należała administracyjnie do województwa gorzowskiego.

## Położenie
Zgodnie z podziałem fizycznogeograficznym Polski według Kondrackiego teren, na którym położone jest Gajewo należy do prowincji Niziny Środkowoeuropejskiej, podprowincji Pojezierza Południowobałtyckiego, makroregionu Pradolina Toruńsko-Eberswaldzka oraz w końcowej klasyfikacji do mezoregionu Równina Gorzowska.
Miejscowość leży 13 km na południowy wschód od Myśliborza. Składa się z dwóch części: partii o rozrzuconej zabudowie w pobliżu drogi Ściechów-Myślibórz i regularnej ulicówki położonej na południe od tej drogi.

## Demografia
Ludność w ostatnich 3 stuleciach:

## Historia
W 1999 r. podczas przygotowania wykopu pod sadzonki drzew przez pracowników Leśnictwa Dolsk, odkryte zostało cmentarzysko popielnicowe ludów kultury łużyckiej – grupy górzyckiej, datowane na wczesną epokę żelaza – okres halsztacki C–D (stanowisko nr 4 w Gajewie znajduje się około 15 km na południe od Myśliborza, przy drodze gruntowej z Gajewa do Dolska, na łagodnym, piaszczystym wzniesieniu pokrytym obecnie sosnowym lasem). W sezonie 2001–2002 oraz 2006 Muzeum Pojezierza Myśliborskiego przeprowadziło badania o charakterze sondażowym, które określiły jego zasięg jako okrąg o średnicy 50 m; wydobyto m.in. naczynia przystawne oraz ozdoby i narzędzia z brązu i żelaza, siekierkę kamienną, szpile i zausznice. Eksponaty można obejrzeć w Muzeum Pojezierza Myśliborskiego w Myśliborzu.
- 1752 – król Fryderyk II wyraża zgodę na zasiedlenie 200 łanów w puszczy należącej do domeny Karsko (niem. Amt Cartzig), zgodnie z sugestią prezydenta kamery nowomarchijskiej, von Rothenburga; spodziewał się on pozyskać kolonistów z Polski, którzy zagospodarowaliby te tereny z własnych środków[11]
- 1755 – Georg Zimmermann, właściciel huty szkła w Tarnowie, mając pozwolenie królewskie zakłada kolonię i folwark czynszowy (niem. Kolonie und Erbzins-Vorwerk) Nesselgrund w puszczy stawskiej, w domenie Karsko; wybuch wojny siedmioletniej w 1756 r. zahamował rozwój kolonii[11]
- 1766 – kolonia liczy 12 kolonistów, z czego 10 jest z Polski i 2 z Rzeszy; korzystali oni z 12-letniego zwolnienia z podatków, przedłużonego następnie o 3 lata[11]
- Przed 1775 – zbudowano kościół; nie był on wcielony do żadnej parafii (łac. ecclesia vagans)
- 1801 – Nesselgrund liczy 279 mieszkańców i 33 gospodarstwa, posiada 50 mórg magdeburskich; osiedlonych jest tu 23 kolonistów i 16 komorników; właścicielem jest Hildebrand; kościół jest filialnym parafii ewangelickiej w Dolsku; do kolonii należy Hammer-Mühle, młyn wodny na Myśli w pobliżu Dolska[4]
- 1871 – wieś Nesselgrund liczy 448 mieszkańców (należąca do niej leśniczówka Brzeźno 10), zaś majątek 67 mieszkańców[6]
- 1914 – majątek Gajewo o powierzchni 123 ha należy do Augusta Wünscha[11]
- Lata 20. XX w. – majątek przejmuje Towarzystwo Ziemskie „Eigene Scholle” z Frankfurtu nad Odrą i dokonuje parcelacji na 7 części o powierzchni 15–20 ha[11]
- 2.02.1945 – zajęcie przez wojska radzieckie
- 10.07.2011 – w 66 rocznicę zakończenia II wojny światowej, przy placu obok kościoła, postawiony został pomnik w hołdzie kombatantom walczącym w obronie II Rzeczypospolitej w latach 1939–1945

## Nazwa
Niemiecka nazwa Nesselgrund pochodzi od nazwy terenowej, która jest złożeniem Nessel ‘pokrzywa’ i Grund ‘ziemia’. Nazwa Gajewo została nadana w 1947 r.

## Administracja
Miejscowość jest siedzibą sołectwa Gajewo–Dzikowo.

## Architektura
Kościół pw. św. Jana Bosko – zbudowany przed 1775 r. w konstrukcji szkieletowej (obecnie otynkowany) na planie prostokąta, z dwuspadowym dachem pokrytym dachówką ceramiczną. Zniszczony został po II wojnie światowej, wyremontowany w 1970 r. z inicjatywy księdza Franciszka Słomy, poświęcony 12.10.1973 r. wszedł w skład parafii Trzcinna. Pierwotnie kościół posiadał wieżę. Obok znajduje się nieczynny cmentarz ewangelicki oraz kilkanaście mogił ludności polskiej z pierwszych lat powojennych.

## Edukacja i nauka
Uczniowie uczęszczają do szkoły podstawowej w Ściechowie (klasy I–III) i Lubiszynie (klasy IV–VI) oraz do gimnazjum w Ściechowie.

## Religia
Kościół pw. św. Jana Bosko jest filialnym parafii rzymskokatolickiej św. Antoniego z Padwy w Ściechowie.

## Gospodarka
W 2014 r. liczba zarejestrowanych podmiotów gospodarczych wynosiła 8, z czego 6 to osoby fizyczne prowadzące działalność gospodarczą:
| Dział                                      | Ilość |
| ------------------------------------------ | ----- |
| rolnictwo, leśnictwo, łowiectwo i rybactwo | 1     |
| przemysł i budownictwo                     | 2     |
| pozostała działalność                      | 5     |